# 塔姆泰爾特
29°54′37″N 1°53′25″W / 29.91028°N 1.89028°W

塔姆泰爾特（阿拉伯语：‎），是阿爾及利亞的城鎮，位於該國西部貝沙爾省，由貝尼阿巴斯區負責管轄，面積3,130平方公里，海拔高度454米，2008年人口1,249，人口密度每平方公里0.4人。